# Kreuzbuche (Barsinghausen)

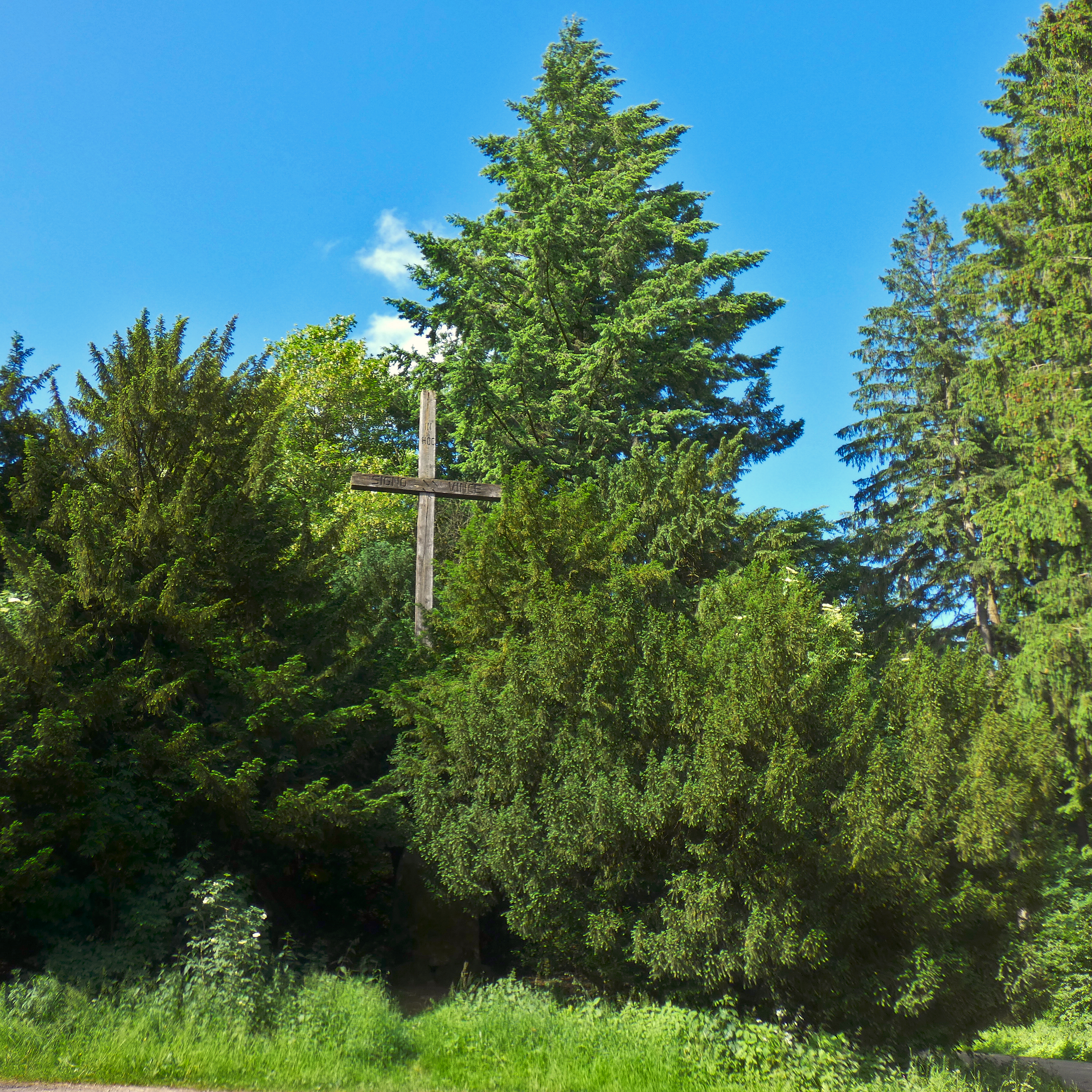
Gefallenendenkmal an der Kreuzbuche

Die Kreuzbuche ist eine Wegekreuzung im Deister oberhalb von Hohenbostel, einem Stadtteil der Stadt Barsinghausen in der Region Hannover. Der Platz ist nach einem einstigen Naturdenkmal benannt.

## Lage
Der Deister ist ein langgestreckter Höhenzug etwa 25 Kilometer südwestlich von Hannover.
Der Kamm des Deisters markiert die Grenze zwischen der Stadt Barsinghausen in der Region Hannover und dem Landkreis Schaumburg. Einst war hier die Grenze zwischen dem Königreich Hannover und der Grafschaft Schaumburg.
Der auf etwa 20 Kilometer Länge nahe dem Rücken des Höhenzuges verlaufende Kammweg bildet von Bad Nenndorf bis Springe einen Teilabschnitt des Europäischen Fernwanderwegs E1.
Bei der Kreuzbuche zweigen auf einer Höhe von 320 m ü. NN vom Kammweg Forst- und Wanderwege nach Hohenbostel und Barsinghausen, sowie nach Lauenau und durch die Heisterburg nach Rodenberg ab.
Vom Weg nach Lauenau führt nach etwa 200 Metern ein Abzweig durch das Gelände am Feggendorfer Stolln und vorbei an der Wirkesburg nach Feggendorf.

## Buche
Die Kreuzbuche ist nach vier alten Buchen benannt, die einst um den Platz an der Wegekreuzung standen.
Die älteste der Buchen war etwa 250 Jahre alt, als sie 1913 wegen Weißfäule gefällt wurde.
1939 wurde eine damals 200 Jahre alte Buche von einem Sturm entwurzelt.
1951 fällte man eine weitere der Buchen und errichtete das heutige Denkmal.
Die letzte Kreuzbuche hatte 1972 ein Alter von etwa 150 Jahren und eine Höhe von etwa 35 Metern, als sie wegen Weißfäule gefällt wurde.
Auf älteren Landkarten ist der Baum als Naturdenkmal markiert.
2018 wuchs bei ihrem ehemaligen Standort eine junge Blutbuche.
Zudem stand im Jahr 2005 unmittelbar hinter dem Denkmal eine etwa 30 Jahre alte, botanisch interessante große Süntelbuche.
Der Baum wurde vermutlich bei der Vatertagsrandale 2006 zerstört.

## Denkmal

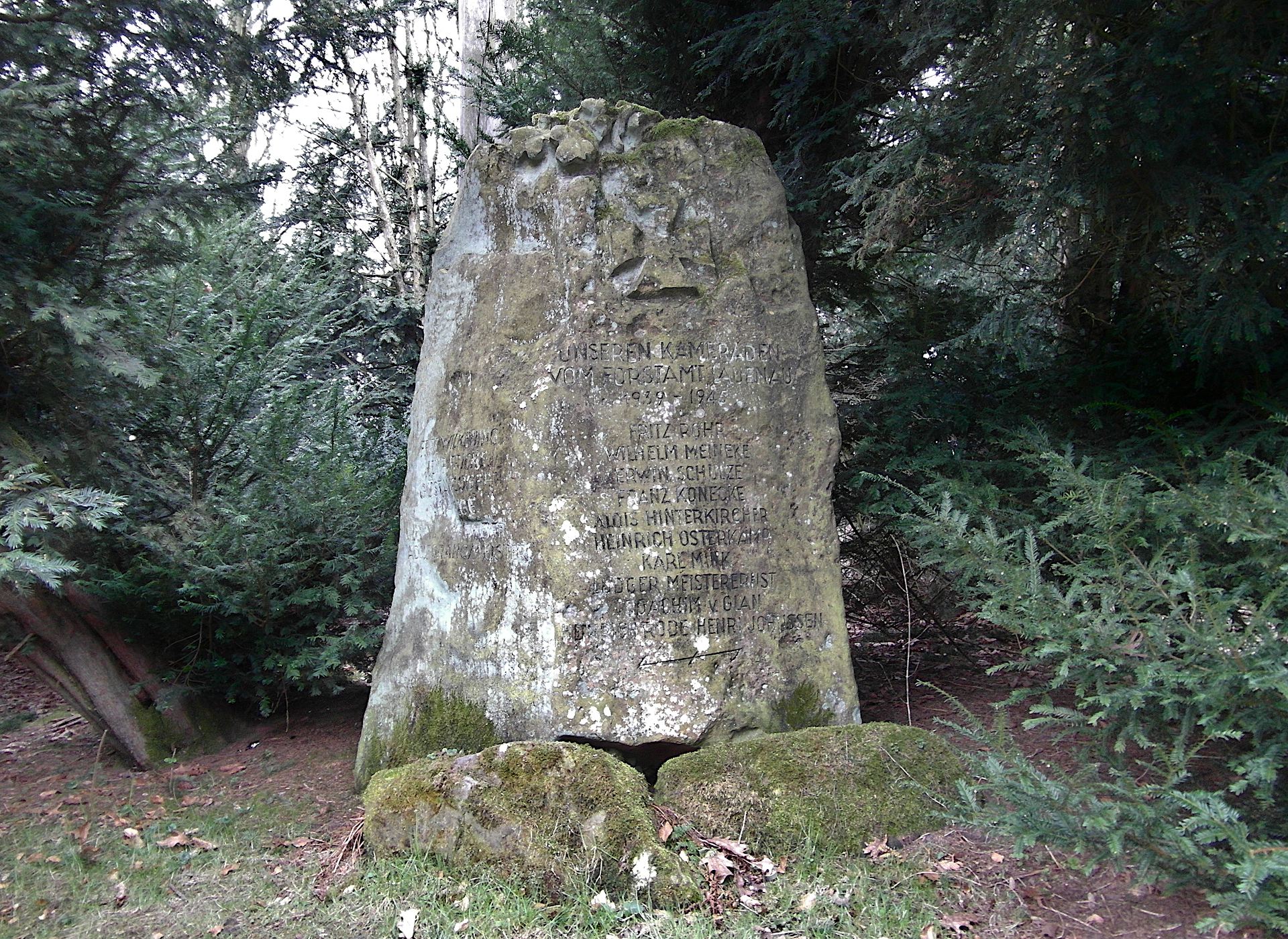
Gedenkstein

Am 8. Juli 1951 wurde auf Initiative von Forstamtsleiter Otto Korn bei der Kreuzbuche eine Gedenkstätte für im Zweiten Weltkrieg gefallene Beschäftigte der Forstverwaltung eingeweiht. Das aus Spenden der Mitarbeiter des Forstamts finanzierte Denkmal besteht aus einem 2,50 Meter hohen Gedenkstein und einem 12 Meter hohes Holzkreuz, das aus einem 15 Meter langen und damals 344 Deutsche Mark teuren Eichenstamm gefertigt wurde.
In die Kreuzbalken geschnitzt steht In hoc signo vince (lateinisch für: „Siege unter diesem Zeichen“). Der von dem Egestorfer Steinmetz Karl Sondershausen behauene Wealdensandstein trägt an der Vorderseite 10 und an seiner linken Seite nachträglich eingemeißelte weitere 6 Namen von Gefallenen oder Vermissten und auf seiner Rückseite einen Spruch aus dem Johannesevangelium.
Im Jahr 2018 wurden massive Schäden am metallenen Kreuzsockel und morsche Bereiche an Spitze und Querbalken des Holzkreuzes festgestellt.

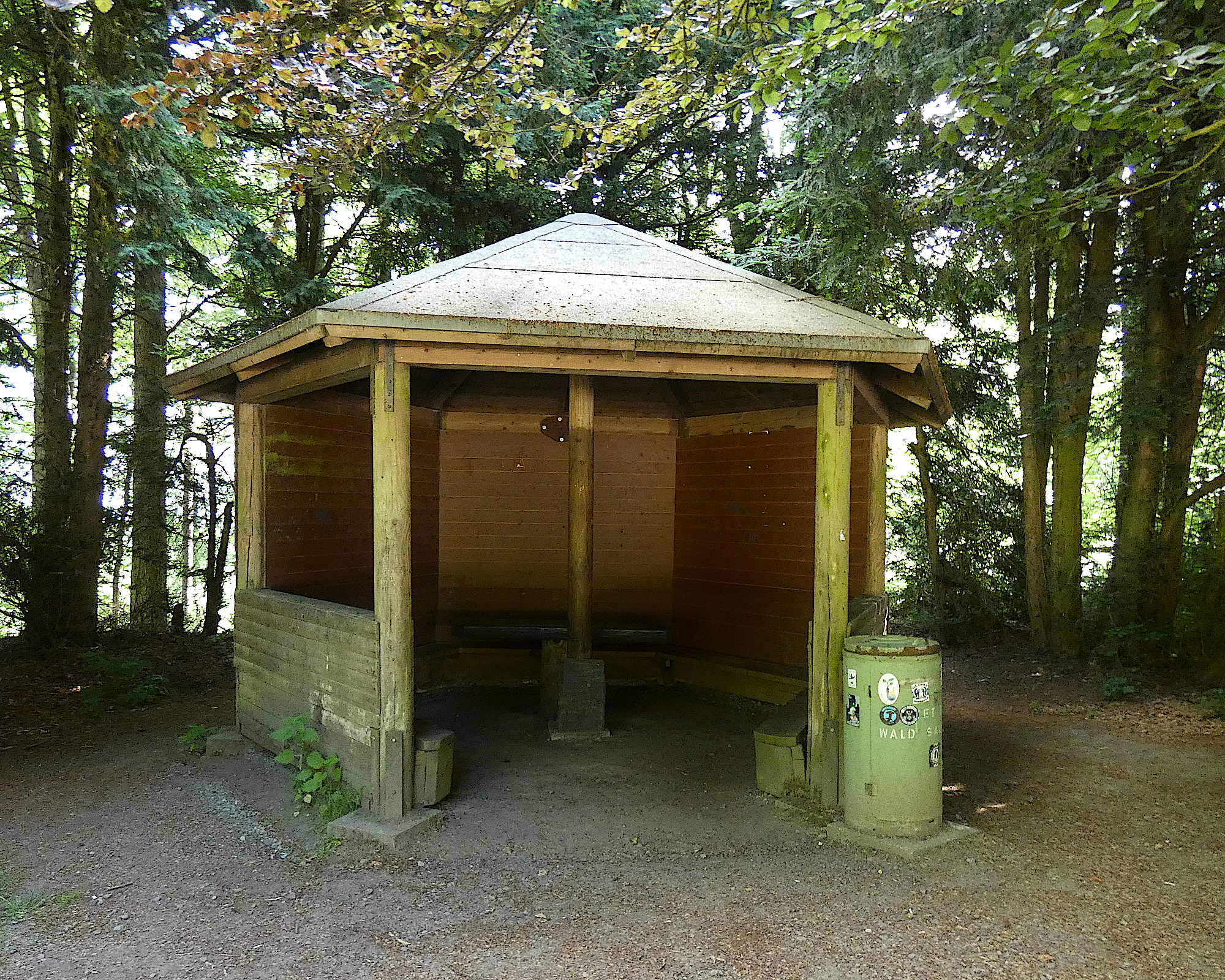
1998 errichtete Schutzhütte

## Vatertagsrandale
Zu Himmelfahrt 2006 kam es rund um die Schutzhütte an der Kreuzbuche zu chaotischen Zuständen mit Vandalismus und Schlägereien mit bis zu 500 vorwiegend jugendlichen, alkoholisierten Beteiligten. In den Folgejahren wurde durch ein von der Stadt Barsinghausen verfügtes Aufenthaltsverbot und den Aufmarsch von Einsatzhundertschaften der Bereitschaftspolizei eine Wiederholung des Ereignisses verhindert.